# Claude Gabriel de Choisy
Claude Gabriel, marquis de Choisy, né le 27 janvier 1723 à Moulins et mort le 3 juillet 1797 à Vitry-le-François, est un militaire français qui s'illustre lors de la guerre d'indépendance des États-Unis et au cours de la Révolution française.

## Biographie
Claude-Gabriel de Choisy est le fils de Claude de Choisy et de Pétronille Jolliard.
Il entre en service le 16 juin 1741, comme volontaire dans le régiment de Mortemart, puis dans la cavalerie dans le régiment d'arquebusiers de Grassin le Ier janvier 1744. Il est nommé capitaine le 15 décembre 1758, major le 23 avril 1763, avec rang de lieutenant-colonel, puis lieutenant-colonel le 26 décembre 1768.

### Campagne en Pologne
Il prend part sous les ordres du général Vioménil, aux combats ayant lieu dans la Confédération de Bar en 1772. Par un coup de force audacieux, il s'empare du château de Cracovie qu'il occupe avec six ou sept cents hommes et lutte pendant 45 jours contre les troupes du général Alexandre Souvorov avant de se rendre. Fait prisonnier, il est emmené à la forteresse de Smolensk et n'est libéré que vers la fin de 1773. 
Il est nommé brigadier le 24 mars 1772 en récompense de sa conduite au siège de Cracovie :
« M. de Choisy, lieutenant-colonel de la légion Lorraine a projeté et exécuté, avec autant de prudence que de nerf et de succès l'attaque du château de Cracovie ; il s'y est illustré par cette action d'une espèce bien supérieure, et le Roy, pour lui marquer, par une grâce particulière, l'opinion qu'il avait de sa conduite, en cette occasion, lui a accordé le grade de brigadier. »
Il est fait commandeur de Saint-Louis le 28 octobre 1774.
Il est attaché au régiment Condé-dragons le 5 décembre 1776, nommé mestre de camp au 4e régiment de chasseurs à cheval le 29 janvier 1779. Il quitte ce régiment pour faire la campagne d'Amérique du Nord.

### Campagne en Amérique du Nord
Il fait la campagne comme brigadier dans l'armée du comte de Rochambeau.
Il part dans les colonies anglaises de l'Amérique du Nord et s'illustre dans la Légion Lauzun. Lors de la bataille de Yorktown, George Washington, alors qu'il a le grade de général de brigade, le choisit pour être son maréchal de camp.
Il est promu maréchal de camp le 5 décembre 1781 après la capitulation de Yorktown. Il revient en France avec l'armée auxiliaire du comte de Rochambeau.

### Général de la Révolution
Il est employé en Basse-Alsace le Ier juin 1790.
Il est nommé lieutenant général commandant le 5e division militaire, le 20 mai 1791.
Le gouvernement révolutionnaire, qui vient de publier le 26 octobre 1791, le décret du rattachement d'Avignon et du Comtat Venaissin à la France, dépêche des « commissaires civils » qui sont escortés par des troupes placées sous le commandement du général Choisy (avec le 9e dragons)  le 15 février 1792. Il est fait Grand-croix de Saint-Louis le 7 mars 1792. Arrivés sur place, ils ordonnent après le Massacre de la Glacière des arrestations et des poursuites, mais le 19 mars 1792, une amnistie générale votée par l’Assemblée législative met un point final à l'enquête.
Il démissionne le 7 mai 1792, pour raison de santé, et il obtient une retraite de 10 000 francs le 4 février 1793, réduite à 4 000 francs le 23 septembre 1799.

### Sources et bibliographie
- Docteur Robinet, Jean-François Eugène et J. Le Chapelain, Dictionnaire historique et biographique de la révolution et de l'empire, 1789-1815, volume 1, Librairie Historique de la révolution et de l’empire, 900 p. (lire en ligne), p. 410.
- Alexandre Mazas, Histoire de l'ordre royal et Militaire de Saint-Louis depuis son institution, jusqu'en 1830, Tome 1, Firmin Didot frères, Paris, 1860, p. 613-616.
- Alexandre Mazas, Histoire de l'ordre royal et Militaire de Saint-Louis, depuis son institution en 1693 jusqu'en 1830, Tome 2, chez Dentu, Paris, 1856 (lire en ligne).
- Georges Six, Dictionnaire biographique des généraux & amiraux français de la Révolution et de l'Empire (1792-1814), Paris : Librairie G. Saffroy, 1934, 2 vol., p. 236-237